# Strada statale 36 (Polonia)
La strada statale 36 (sigla DK 36, in polacco droga krajowa 36) è una strada statale polacca che attraversa il Paese da Ostrów Wielkopolski a Prochowice.